# Gert Suvi
Gert Suvi (nacido en Estonia, el 4 de abril de 2006) es un jugador de baloncesto estonio que mide 2,12 metros y juega en la posición de pívot. Actualmente pertenece a la plantilla del Real Valladolid Baloncesto de la Primera FEB.

## Trayectoria
Suvi es un pívot formado en el G4S Noorteliiga de la Liga de Estonia II, donde jugaría durante la temporada 2022-23.
En la temporada 2023-24, jugaría en el Rae Korvpallikool de la Liga de Estonia.
El 30 de julio de 2024, firma por el Real Valladolid Baloncesto de la Primera FEB y compaginará partidos con el Pucela Basket de Tercera FEB.

### Selección nacional
Es internacional con la selección de baloncesto de Estonia sub-16 y sub-18 con la que participó en varios europeos de la categoría.